# Vassy, Yonne
Vassy là một xã của Pháp,tọa lạc ở tỉnh Yonne trong vùng Bourgogne.

## Hành chính
| Danh sách các thị trưởng               |           |                   |      |         |
| Giai đoạn                              | Giai đoạn | Tên               | Đảng | Tư cách |
| 1904                                   | 1919      | Auguste Legast    |      |         |
| 1919                                   | 1925      | Charles Legast    |      |         |
| 1925                                   | 1929      | Camille Gallon    |      |         |
| 1929                                   | 1944      | Guy Verrier       |      |         |
| 1944                                   | 1945      | Germain Genty     |      |         |
| 1945                                   | 1969      | Emile Gallon      |      |         |
| 1969                                   | 1989      | Roger Canat       |      |         |
| 1989                                   | 2008      | Michelle Philipot |      |         |
| Tất cả các dữ liệu trước đây không rõ. |           |                   |      |         |

## Thông tin nhân khẩu
| 1793 | 1800 | 1806 | 1821 | 1831 | 1836 | 1841 | 1846 | 1851 |
| ---- | ---- | ---- | ---- | ---- | ---- | ---- | ---- | ---- |
| 325  | 327  | 336  | 286  | 274  | 281  | 331  | 337  | 355  |

| 1856 | 1861 | 1866 | 1872 | 1876 | 1881 | 1886 | 1891 | 1896 |
| ---- | ---- | ---- | ---- | ---- | ---- | ---- | ---- | ---- |
| 355  | 349  | 288  | 290  | 295  | 300  | 296  | 271  | 269  |

| 1901 | 1906 | 1911 | 1921 | 1926 | 1931 | 1936 | 1946 | 1954 |
| ---- | ---- | ---- | ---- | ---- | ---- | ---- | ---- | ---- |
| 256  | 255  | 230  | 188  | 175  | 183  | 171  | 190  | 153  |

| 1962                                         | 1968 | 1975 | 1982 | 1990 | 1999 | 2006 | - | - |
| -------------------------------------------- | ---- | ---- | ---- | ---- | ---- | ---- | - | - |
| 130                                          | 119  | 121  | 96   | 89   | 96   | 83   | - | - |
| Số liệu kể từ 1962 : dân số không tính trùng |      |      |      |      |      |      |   |   |